# Tunfiskeri (dokumentarfilm fra 1928)
|  | Denne artikel er oprettet af botten Steenthbot ud fra en ekstern database. Den kan derfor have sproglige fejl eller mangler. Denne skabelon kan fjernes efter kontrol af indholdet. |

 For alternative betydninger, se Tunfiskeri. (Se også artikler, som begynder med Tunfiskeri)
Tunfiskeri er en dansk dokumentariske optagelse fra 1928.